# Amphitoma flavescens
Amphitoma es un género monotípico de plantas con flores pertenecientes a la familia Melastomataceae. Su única especie: Amphitoma flavescens es originaria de Colombia, donde se encuentra en valle Micay, Departamento del Cauca, a una altitud de 1800-1900 metros.

## Taxonomía
El género fue descrito por Henry Allan Gleason y publicado en  Bulletin of the Torrey Botanical Club 52: 378 en el año 1925.